# Amalafrida
Amalafrida (ca. 460 – ca. 520) var en gotisk prinsesse og dronning af vandalerne der levede i slutningen af det 5. og starten af det 6. århundrede. Amalafrida var datter af goternes konge Teodemir (?-474) og hans kone Erelieva (440?-ca. 500). Hun var søster til Teoderik den Store (454-526), ligeledes konge af goterne, og mor til Theodahad (?-536) også goternes konge.
Amalafrida var gift to gange. Hendes anden mand var vandalernes konge Thrasamund. Hun fik to børn, sønnen Theodahad og datteren Amalaberga, men det vides ikke af hvilke ægteskab de stammer. Amalaberga blev gift med thüringernes konge Herminafried.